# Фрезерний торф
Фрезерний торф (рос. фрезерный торф, англ. milled peat, tilled peat; нім. Frästorf m) — торфова крихта, що отримується при фрезерному способі видобутку торфу.
Середній діаметр частинок Ф.т. варіює від 5-6 до 25-60 мм. Осн. характеристики Ф.т.: тип (верховий, низинний) і ступінь розкладання шару покладу; вміст вологи, яка в процесі сушки меншає від початкової (78-82 %) до кінцевої (40-60 %); зольність (до 15-25 %); пит. теплота згоряння робочого палива (11 кДж/кг при вологості 40 %); засміченість деревиною, шматками очісу і інш. сторонніми включеннями (до 8-10 %), насипна щільність (не менше за 200 кг/м3 для брикетів); вміст дрібної фракції до 1 мм (не повинен перевищувати 5-10 %) і інш. Характеристики Ф.т. регламентовані стандартами.

## Інші різновиди торфу
| - Фускум-торф - Фрезерний торф - Магелланікум-торф - торф вербовий - торф верховий - торф гіпновий | - торф деревний - торф деревно-моховий - торф деревно-трав'яний - торф мезотрофний - торф моховий - торф низинний - торф перехідний | - торф похований - торф сфагновий - торф трав'яний - торф тростинний - торф хвощевий - торф шейхцерієвий - торф ялинковий |